# Майдан Незалежности
Майдан Незалежности, Площадь Независимости (укр. Майдан Незалежності) — центральная площадь Киева. Расположена между Крещатиком, улицами Бориса Гринченко, Софиевской, Малой Житомирской, Михайловской, Костёльной, Институтской, Архитектора Городецкого и переулком Тараса Шевченко.

## История
До X века местность в районе нынешнего Майдана называлась Перевесищем или Козьим болотом и представляла собой болото. Во время правления князя Ярослава Мудрого городские укрепления были существенно расширены и поперёк будущей площади пролегли валы, стены и рвы города Ярослава. Там, где теперь начинается Софиевская улица, располагались Лядские ворота, которые вели к верхнему городу. Во время осады Киева 1240 года именно здесь, в расположенном в низине месте, монголы прорвали укрепления города Ярослава и ворвались в Киев.
В конце XVIII — начале XIX века на месте будущей площади был пустырь с выходившими на него остатками оборонительных валов. «Описание Киева» 1868 года, составленное Николаем Закревским, упоминает базарную площадь посредине Крещатика, «исстари называемую Козьим Болотом». Закревский отмечает, что базар находится «возле урочища, называемого Козьим болотом». На историческом плане 1803 года городского архитектора Андрея Меленского показано место заброшенного водоёма, обозначенное «Козье болото», оно расположено прямо под внутренним склоном крепостного вала, между нынешними переулком Шевченко, улицами Малоподвальной и Паторжинского. Переулок Шевченко долгое время называли Козьеболотной улицей или просто Козинкой.
Площадь как таковая сформировалась в 1830-х годах, когда были снесены остатки оборонительных валов. Тогда же она получила название Крещатицкая — от названия улицы, к которой она непосредственно примыкала. В 1876 году на площади было построено здание Городской думы, и она получила название Думской. В 1913 году перед зданием Городской думы был открыт памятник Столыпину, снесённый сразу после Февральской революции.
В 1919 году площадь была переименована в Советскую, а в 1935 — в площадь Калинина. В 1941 году здание Думы (после революции в нём размещался обком КП (б) Украины) сгорело, а территория площади сильно увеличилась за счёт разрушенной нечётной стороны Крещатика.
В 1944 году был объявлен конкурс на лучший проект восстановления Крещатика, прилегающих улиц и площадей. В этих проектах площади Калинина, располагавшейся теперь по обе стороны Крещатика, отводилась роль главной площади города. Современная застройка площади образована зданиями 1950-х — 1970-х годов. В 1961 году было возведено здание гостиницы «Москва» (c 2001 года — «Украина»). В последующие годы площадь неоднократно перестраивалась и реконструировалась.
В 1976 году на площади открыта станция метро «Площадь Калинина».
В 1977 году была переименована в площадь Октябрьской революции. На ней были сооружены монумент Октябрьской революции и ансамбль фонтанов.
Нынешнее имя площади присвоено после провозглашения независимости Украины в 1991 году. Станция метро «Площадь Октябрьской революции» изменила своё название одновременно с площадью.
В 2001 году предпринята капитальная перестройка площади: появилось множество новых памятников, скульптур и фонтанов. В центре площади установлена высокая белая колонна, которую венчает фигура девушки (Берегини) с калиновой ветвью в руках, символизирующая независимость Украины. На месте, близком к обнаруженным остаткам древних Лядских ворот, сооружён памятник в виде ворот с фигурой покровителя города Архангела Михаила наверху. Под площадью построен крупный торговый центр.
В 2015 году состоялась ещё одна реконструкция по замене брусчатки. Это было вызвано её повреждением во время массовых антиправительственных выступлений.
В 2017 году реконструировали фонтаны, установлено новейшее оборудование. Теперь они считаются музыкальными.

## В массовых выступлениях и протестных акциях
Начиная с 1990 года, Майдан Независимости стал популярным местом проведения акций протеста. Само слово «Майдан» стало нарицательным.

### Выступления 2000—2001 годов
Зимой 2000—2001 годов на площади происходили акции протеста «Украина без Кучмы»

### Выступления 2004—2005 годов
В 2004 году площадь стала центром Оранжевой революции.

### Евромайдан
В ноябре 2013 года решение правительства Азарова приостановить процесс подписания Соглашения об ассоциации с Евросоюзом привело к массовой акции протеста в центре Киева, а также в других городах Украины, по аналогии с событиями 2004 года получившей в социальных сетях и СМИ название «Евромайдан».
21 ноября 2013 года, в рамках протестных акций Евромайдана, на Площадь Независимости вышли тысячи украинских граждан.
После Вильнюсского саммита «Восточного партнёрства» (28—29 ноября), разгона палаточного городка оппозиции и принятия 16 января 2014 года Верховной радой законов, предусматривавших ужесточение санкций за участие в массовых беспорядках, протестная акция приняла резко антипрезидентский и антиправительственный характер. В качестве основных причин такого развития событий называют социальную несправедливость, огромную поляризацию доходов и уровня жизни населения Украины и разгул коррупции, пронизывающей исполнительную и судебную власть, правоохранительные органы.
В декабре 2013 года на Площади Независимости собирались сотни тысяч протестующих с требованиями отставки правительства и президента Януковича.
В январе-феврале 2014 года произошли вооружённые столкновения между участниками Майдана и силовыми структурами, обострение которых завершилось отстранением четвёртого президента Украины Виктора Януковича и формированием нового украинского правительства.
После начала полномасштабного вторжения Российской федерации в Украину 24 февраля 2022 года на газоне площади установили 55 флажков с позывными бойцов полка "Азов", которые отдали жизни при обороне Мариуполя. В последующем вокруг них начали стихийно размещать флажки с именами погибших вследствие военных действий членов семьи, друзей, знакомых, солдат, количество которых постоянно растёт. 

## Примечательные здания и сооружения
- Монумент Независимости Украины
- Гостиница «Украина»
- Отель «Козацкий»
- Октябрьский дворец
- Дом Профсоюзов
- Главпочтамт
- Лядские ворота
- Национальная музыкальная академия Украины имени П. И. Чайковского

В подземной части площади расположен торговый центр «Глобус».

## Галерея
- Вид на Крещатицкую площадь в середине XIX века. Слева остатки вала города Ярослава
- Хрещатый рынок, конец XIX века
- Думская площадь, начало XX века
- Вид площади в 1941 году. Сгоревшее Здание городской думы
- Площадь Калинина в 1962 году. Фото А. Т. Бормотова
- Майдан Независимости, современный вид